# ダム管理技士
ダム管理技士は、ダムの管理従事にかかわる資格である。
河川法第五十条には「ダムを設置する者は、当該ダムを流水の貯留又は取水の用に供する場合においては、当該ダムの維持、操作その他の管理を適正に行なうため、政令で定める資格を有する管理主任技術者を置かなければならない。」とされているが、この管理主任技術者になるための資格として定められたものである。
水源地環境センターが国土交通大臣の登録を受けて行う試験として資格試験を実施している。